# Eccleston (Merseyside)
Eccleston – wieś w Anglii, w hrabstwie ceremonialnym Merseyside, w dystrykcie metropolitalnym St Helens. Leży 16 km na północny wschód od centrum Liverpool i 281 km na północny zachód od Londynu. W 2001 miejscowość liczyła 10 528 mieszkańców.